# Sistema eleitoral alemão
A lei eleitoral do Bundestag regula a eleição dos membros do Bundestag alemão . De acordo com Art. 38 par. 1 frase 1º da Lei Básica (GG), a eleição é geral, direta, livre, igualitária e secreta . Já o sistema eleitoral específico é determinado por uma lei simples, a Lei Eleitoral Federal . Muitas disposições da Lei Eleitoral Federal são, por sua vez, especificadas no Código Eleitoral Federal.
A combinação de eleições eleitorais e eleições de lista é típica da lei eleitoral federal alemã. Os eleitores têm dois votos, um para um candidato direto no distrito e outro para uma lista estadual do partido. A segunda votação é decisiva para a participação de um partido nos mandatos do Bundestag. Quaisquer mandatos eleitorais conquistados são compensados com isso.

Representação proporcional personalizada da República Federal da Alemanha (em alemão)

## Bases legais

### Fundamentos constitucionais
O Bundestag é eleito por quatro anos. O período eleitoral começa quando o novo Bundestag se reúne pela primeira vez, o mais tardar 30 dias após a eleição. As eleições do Bundestag devem ocorrer não antes de 46 e não depois de 48 meses após o início do período eleitoral, ou dentro de 60 dias se o Bundestag for dissolvido.
De acordo com Art. 38 par. 1 GG, “os membros do Bundestag alemão [...] são eleitos em eleições gerais, diretas, livres, iguais e secretas. Esses cinco princípios eleitorais são direitos equiparados a direitos fundamentais : sua violação pode ser contestada por ação constitucional perante o Tribunal Constitucional Federal . Os detalhes devem ser regulamentados por lei federal. A Lei Básica não especifica o sistema eleitoral, enquanto a maioria das constituições dos estados federais prescreve a representação proporcional e algumas contêm especificações adicionais.
Uma eleição é geral se, em princípio, todos os cidadãos podem votar e ser eleitos.  No entanto, a Lei Básica prevê no art. 38 par. 2 Limites de idade para o direito de voto no Bundestag. De acordo com isso, os alemães a partir dos 18 anos Eleitores ativos a partir dos 18 anos e eleitores passivos a partir da maioridade . A maioridade estipulada no BGB também é de 18 anos desde 1975.

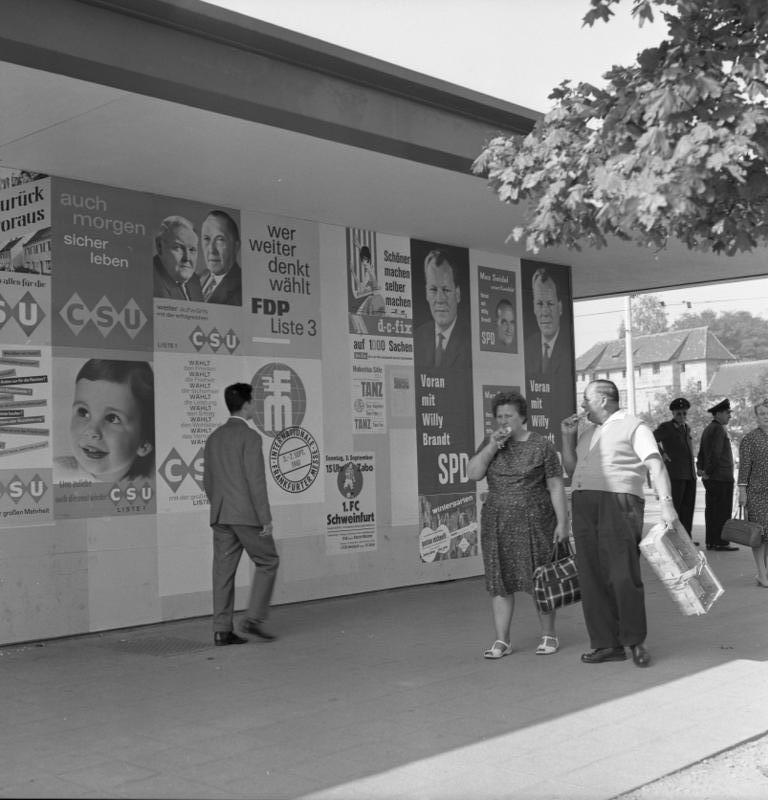
Cartazes eleitorais em Nuremberg, eleição federal de 1961

Apenas os alemães têm direito de voto na acepção do Art. 116 Pará. 1 da Lei Fundamental, que inclui não apenas os cidadãos alemães, mas também os chamados alemães de status . As pessoas das quais, de acordo com Art. 20 parágrafos 2 GG, emana todo o poder do Estado, que exerce nas eleições e votações e por meio dos órgãos especiais de legislação, do poder executivo e do judiciário, conforme julgamento do Tribunal Constitucional Federal de 31. Outubro de 1990 apenas o povo alemão.
Uma eleição é imediata se a vontade dos eleitores determinar diretamente o resultado da eleição. Uma interposição de eleitores como no sistema eleitoral prussiano de três classes é, portanto, inadmissível. As eleições por lista, por outro lado, são compatíveis com o princípio das eleições diretas.
Uma eleição é livre quando o Estado não pressiona o cidadão a fazer uma determinada escolha; o livre direito de nomear candidatos (direito passivo de voto) também se enquadra na liberdade de escolha.
Uma eleição é secreta se ninguém consegue entender como um eleitor decidiu. A lei eleitoral do Bundestag estipula mesmo que nenhum eleitor pode anunciar a sua decisão na assembleia de voto. O voto por correspondência é problemático, pelo que deve ser encarado como um caso excepcional de direito constitucional, uma vez que aqui não está garantido o segredo do voto. No entanto, porque de outra forma a generalidade da eleição, considerada de maior qualidade, ficaria prejudicada, o voto por correspondência é compatível com os princípios do direito eleitoral.
Uma eleição é igual se cada eleitor tiver essencialmente o mesmo peso de voto. O Tribunal Constitucional Federal aplica diferentes padrões de igualdade eleitoral no caso de representação proporcional e voto majoritário, ambos os quais considera admissíveis em jurisprudência consolidada. No caso de votação por maioria, apenas a igualdade de valor de contagem deve ser observada, ou seja, cada voto deve contar pelo menos aproximadamente o mesmo número. A igualdade de contagem é violada, por exemplo, se um membro do parlamento for eleito em cada círculo eleitoral e o tamanho dos círculos eleitorais for muito diferente um do outro. No caso da representação proporcional, também é exigida a observância da igualdade de êxito, ou seja, todos os votos devem ter a mesma influência na distribuição das cadeiras. No entanto, a igualdade do valor de sucesso não é irrestrita. O Tribunal Constitucional Federal, por exemplo, afastou a restrição à igualdade eleitoral por meio da atual cláusula de bloqueio da lei eleitoral do Bundestag de 5 % de segundos votos ou três mandatos diretos considerados admissíveis. Um limite superior a 5 % seria inconstitucional de acordo com a jurisprudência, a menos que justificado por razões especiais e imperiosas.

### Leis e regulamentos
A Lei Eleitoral Federal contém as disposições essenciais da lei eleitoral do Bundestag. Muitos regulamentos detalhados estão contidos no Código Eleitoral Federal, um decreto legal baseado na Seção 52 da Lei Eleitoral Federal. A implementação das estatísticas eleitorais representativas é regulamentada na Lei das Estatísticas Eleitorais . Em 2009, foi declarada inconstitucional a Portaria Federal de Máquinas de Votação, uma portaria estatutária baseada na Seção 35 da Lei Eleitoral Federal, que regulamenta a votação com máquinas de votação. Portanto, não há base legal para o voto eletrônico. O exame da legalidade da eleição é regulado pela Lei do Exame Eleitoral .

### Direito de voto
O sufrágio ativo é o direito de eleger alguém. De acordo com a Seção 12 da Lei Eleitoral Federal, os alemães precisam atender os seguintes requisitos:
- tenham pelo menos 18 anos,
- tiveram seu local de residência ou outra residência habitual na Alemanha por pelo menos três meses e
- não estarem excluídos do direito de voto.

Os alemães residentes no estrangeiro que cumpram estas condições, com exceção do período de três meses, também têm direito a voto se:
- após completar o 14 anos de idade teve um local de residência ou outra residência habitual na Alemanha por pelo menos três meses e isso foi há menos de 25 anos ou
- "Por outras razões, eles se familiarizaram pessoal e diretamente com a situação política na República Federal da Alemanha e são afetados por ela. "

Se os alemães que vivem no exterior e têm direito de voto ativo mudam seu local de residência para a Alemanha, o período de três meses não se aplica.
Excluídos do direito de voto estão os alemães que foram privados do direito de voto como efeito colateral de uma condenação criminal. Isso só é possível para certas infrações penais (primeira, segunda, quarta e quinta seções da parte especial do Código Penal ).

### Direito ao voto passivo
O sufrágio passivo é o direito de ser eleito. Qualquer pessoa que seja alemã e tenha pelo menos 18 anos no dia da eleição pode ser eleita para o Bundestag.
No entanto, não são elegíveis para eleição aqueles que estiverem excluídos do direito ativo de voto ou que, por decisão do juiz, não sejam elegíveis para eleição ou estejam impossibilitados de exercer cargos públicos. Depois § 45 do Código Penal, quem tiver sido condenado a pena privativa de liberdade de no mínimo um ano por um crime perde a elegibilidade por cinco anos. Para outras condenações criminais, o tribunal pode revogar a elegibilidade do condenado por um período de dois a cinco anos, desde que a lei expressamente preveja essa possibilidade para o crime em questão.
Os alemães que vivem no exterior também podem ser eleitos se não tiverem direito a voto. Os candidatos a um distrito eleitoral não precisam residir no distrito eleitoral, e os candidatos a uma lista estadual não precisam residir no estado federal.

### Cartório eleitoral
Salvo os raros casos excepcionais previstos no n.º 2 do artigo 25.º do Código Eleitoral Federal, a inscrição no cartório eleitoral é condição prévia para a votação. Um caderno eleitoral separado é mantido para cada círculo eleitoral.
A autarquia insere os votantes falecidos a 42 de dezembro véspera da eleição (até a eleição federal de 2013: em 35. dia) têm domicílio no município. Se houver vários apartamentos na Alemanha, a entrada é feita no local da residência principal. Os eleitores elegíveis que não tenham residência na Alemanha (alemães que vivem no exterior, sem-teto) só serão admitidos mediante solicitação, que deve ser enviada até 21 de abril. a apresentar na véspera da eleição.
Os eleitores elegíveis listados no registro eleitoral devem ter votado até 21 de abril. receber a notificação de votação no dia anterior à eleição. Nos dias úteis do período de 20 a 16 de Na véspera das eleições, os eleitores podem consultar os dados do caderno eleitoral, mas apenas os dados dos demais eleitores se puderem comprovar possíveis erros no caderno eleitoral. As reclamações ao recenseamento eleitoral podem ser apresentadas dentro do período de inspeção. Em princípio, após o início do período de fiscalização, o registo eleitoral só pode ser retificado se for apresentada reclamação em tempo útil. No caso de imprecisões óbvias, uma correção ex oficio também é possível posteriormente.

### Votação
O Presidente Federal determina o dia da eleição. Em regra, a votação realiza-se no dia da eleição, entre as 8h00 e as 18h00, na assembleia de voto do distrito eleitoral em cujo caderno eleitoral está inscrito o eleitor. A pedido, o eleitor recebe um cartão de eleitor, sendo regularmente enviados ou emitidos documentos de voto por correspondência com o cartão de eleitor. Pode solicitar o cartão de eleitor até às 18h00 do segundo dia antes da eleição. Comprovado o mal súbito, o prazo de inscrição encerra-se às 15h do dia da eleição, assim como nos casos do § 25, § 2º, do Código Eleitoral Federal. A nota de bloqueio é inscrita no caderno eleitoral para os eleitores que recebem um título de eleitor. Pode usar o seu cartão de eleitor para votar por correio ou em qualquer círculo eleitoral do seu círculo eleitoral. Os eleitores só podem votar uma vez e apenas pessoalmente.

## Organização eleitoral
Para a devida implementação, os órgãos eleitorais são formados, no nível federal o Oficial de Devolução Federal e o Comitê Eleitoral Federal, em cada estado federal o Oficial de retorno provincial e o Comitê Eleitoral Land, para os constituintes o Oficial de retorno provincial e o Comitê Distrital Eleitoral, para cada círculo eleitoral, o Oficial Eleitoral e a Junta Eleitoral . O respetivo oficial eleitoral é o presidente da comissão, o oficial eleitoral é o presidente da mesa eleitoral.
Os corpos eleitorais são instituições de auto-organização social e, portanto, órgãos de sua própria espécie. Em um sentido mais amplo, eles têm a posição de autoridades federais. O Ministério Federal do Interior é responsável pela emissão das disposições do Código Eleitoral Federal necessárias para a preparação e realização das eleições do Bundestag, mas não está autorizado a emitir instruções aos órgãos eleitorais. O Federal Return Officer, na prática regularmente o Presidente do Statistisches Bundesamt, é nomeado pelo Ministério Federal do Interior . Os outros oficiais de retorno e os oficiais de retorno são indicados pelo governo do estado ou por um órgão por ele designado. Os assessores das comissões são nomeados pelo respectivo oficial eleitoral. Em princípio, o oficial eleitoral nomeia os membros da mesa eleitoral, mas esta competência pode ser delegada nas autoridades municipais, que na prática são as grandes responsáveis pela nomeação das mesas eleitorais. Os partidos devem ser tidos em conta na nomeação dos assessores nos órgãos eleitorais. Os membros dos órgãos eleitorais não podem cobrir a cara no exercício das suas funções.
O princípio da publicidade aplica-se às mesas e mesas eleitorais. Em princípio, todos têm acesso às reuniões das mesas eleitorais e às assembleias de voto (tanto no período eleitoral como no apuramento).
As autoridades municipais, que não são órgãos eleitorais, desempenham uma série de tarefas organizacionais, incluindo a manutenção do registo eleitoral, a divisão do município em distritos eleitorais e a disponibilização das assembleias de voto.

## Determinação dos candidatos

### Direito de proposta

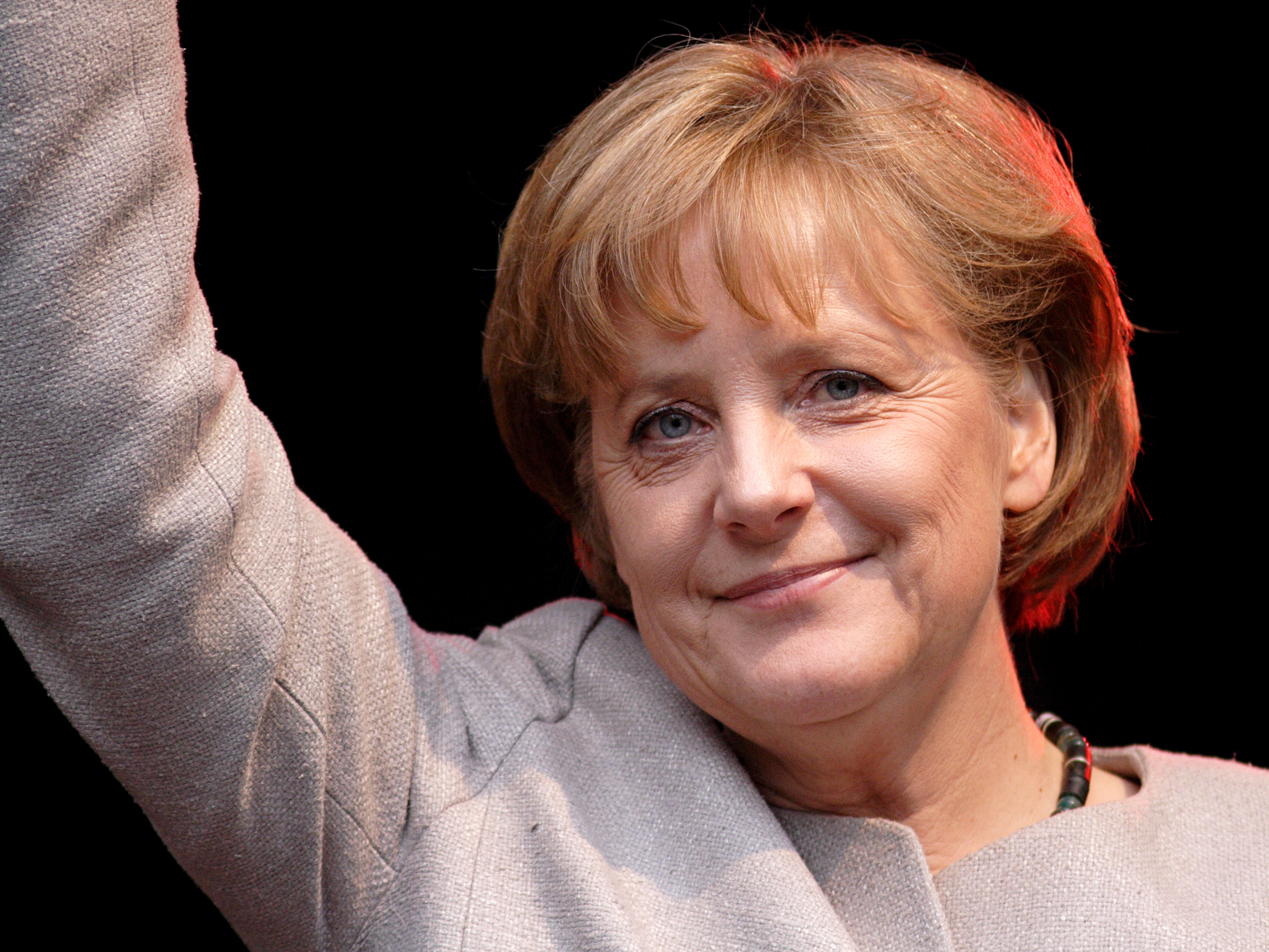
Angela Merkel em 2008

As propostas eleitorais distritais podem ser apresentadas pelos partidos e pelos eleitores, enquanto as listas estaduais só podem ser apresentadas pelos partidos. Os partidos que não tenham sido representados no Bundestag ou Landtag sem interrupção por pelo menos cinco membros desde a última eleição com base em suas próprias indicações devem, para poder apresentar indicações, notificar o Federal Return Officer até abril de 97. Dia antes do dia da eleição anunciaram sua participação nas eleições federais e foram reconhecidos como partido pelo comitê eleitoral federal. O mais tardar no dia 69 No dia antes da eleição, as listas estaduais devem ser submetidas ao oficial de declaração do estado e as indicações dos distritos eleitorais ao oficial de declaração do distrito eleitoral. Se o Bundestag for dissolvido, esses prazos serão reduzidos por uma portaria emitida pelo Ministério Federal do Interior. A admissão das indicações de constituintes e listas estaduais será anunciada em 58 decidiu um dia antes da eleição.
Os partidos que devem relatar sua participação na eleição também precisam de assinaturas de apoio para suas propostas eleitorais: cada indicação de constituinte deve ser apresentada por pelo menos 200 eleitores elegíveis no distrito, cada lista estadual por pelo menos um milésimo do número de eleitores elegíveis no estado na última eleição federal, mas não mais do que 2.000 eleitores elegíveis, seja assinado. A nomeação do eleitorado de um candidato não partidário também requer 200 assinaturas de apoio. Para a eleição federal de 2021, o número necessário de assinaturas de apoio foi reduzido para um quarto do número normalmente exigido. Os partidos que representam uma minoria nacional não exigem assinaturas de apoio. Cada pessoa com direito a voto só pode assinar uma indicação de constituinte e uma lista estadual. Se uma pessoa com direito a voto assinar § indicações de constituintes, sua assinatura será 34 par. 4 não 4 Regulamentos eleitorais federais inválidos em todas as indicações de constituintes; isso se aplica de acordo com as listas estaduais. Além disso, qualquer pessoa que assinar várias propostas eleitorais distritais ou várias listas estaduais está sujeita a processo.

### Indicações de constituintes
Os candidatos de um partido são eleitos em votação democrática e secreta pela assembléia dos membros votantes do partido no círculo eleitoral. Também é admissível que o candidato seja eleito em assembleia representativa composta por delegados escolhidos por voto secreto entre os membros do partido com direito a voto. Todo participante com direito a voto na assembleia geral ou assembleia representativa tem direito a fazer uma proposta; o candidato não precisa ser membro do partido. Desde a eleição federal de 2009, um partido não pode mais indicar candidato que (também) pertença a outro partido (alteração do § 21 BWelG). A ata deve ser preparada para a reunião de nomeação, que deve ser apresentada com a nomeação para uma eleição distrital. Regras especiais se aplicam às eleições do Bundestag de 2021, que permitem desvios do procedimento previsto de outra forma para a lista de candidatos, consulte a seção Regras especiais para a lista de candidatos .
As indicações partidárias devem ser assinadas pelo executivo estadual do partido. O conselho estadual pode se opor à lista de candidatos, após o que a reunião deve ser repetida. Não é possível novo recurso após a repetição.
O oficial distrital examina a proposta eleitoral, informa a pessoa de confiança se quaisquer deficiências são encontradas e solicita-lhes que corrijam quaisquer deficiências em tempo hábil. As deficiências poderão ser sanadas no prazo máximo até a decisão sobre a aprovação da proposta eleitoral. No caso de algumas deficiências, a Seção 25 (2) da Lei Eleitoral Federal impede a retificação das deficiências após o término do período de apresentação.
Uma pessoa de confiança e seu substituto devem ser nomeados na nomeação do eleitorado, que têm o direito de fazer declarações ao oficial de retorno do constituinte. A nomeação de um eleitorado pode ser retirada por declaração conjunta das duas pessoas de confiança ou por declaração da maioria dos signatários da nomeação. A pessoa nomeada pode ser substituída por declaração das duas pessoas de confiança, mas apenas após o prazo de apresentação se a pessoa inicialmente nomeada tiver falecido ou perdido a elegibilidade. Se a proposta eleitoral já tiver sido aprovada, não poderá ser retirada nem alterada.
Se um candidato direto morrer antes da data da eleição, a eleição no distrito eleitoral é cancelada. Será remarcado no máximo seis semanas após a data da eleição geral ( § 43 BWahlG) para que o partido do candidato direto falecido possa indicar um substituto. Se isso ainda for organizacionalmente possível, a eleição parcial pode ocorrer ao mesmo tempo que a eleição principal. A eleição parcial ocorre de acordo com o mesmo regulamento da eleição principal; em particular, os alemães que atingiram a maioria não podem votar entre as eleições principais e secundárias.

### Listas estaduais
De acordo com a Lei Eleitoral Federal, a elaboração das listas estaduais é basicamente análoga à elaboração das propostas eleitorais distritais. Além disso, estipula-se que a ordem dos candidatos na lista estadual deve ser determinada em votação secreta.
Os regulamentos para nomeações eleitorais aplicam-se de acordo com a eliminação de defeitos, a nomeação de pessoas de confiança, a alteração ou retirada da lista estadual e a assinatura pelo conselho estadual.

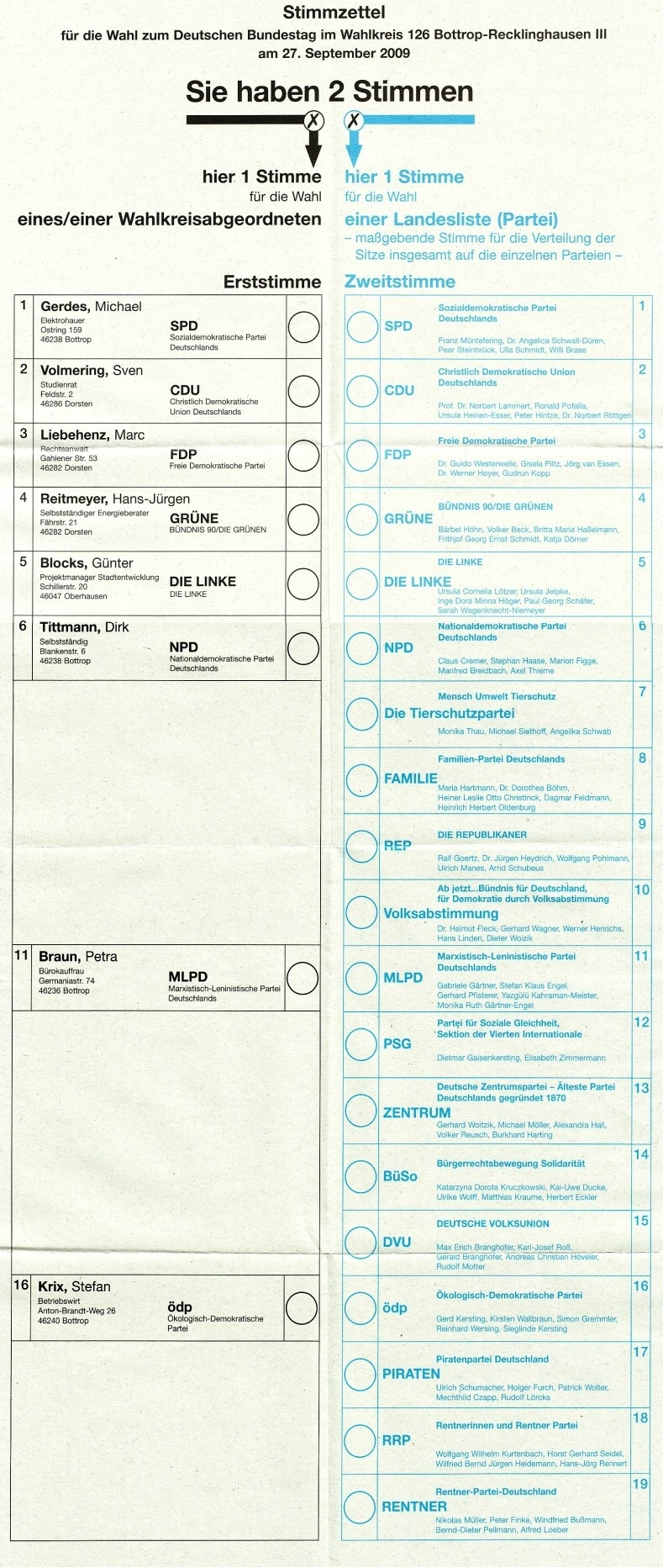
Exemplo: boletim de voto para a circunscrição 126 para a 17ª eleição. Bundestag

## Sistema de votação
É uma representação proporcional personalizada . Os eleitores têm dois votos: um primeiro voto e um segundo voto . Esses termos não indicam uma relação de classificação.

### Primeiro voto
Com o primeiro voto, o eleitor elege um candidato direto de seu eleitorado . Em cada círculo eleitoral, o candidato com mais votos é eleito. Em caso de empate, o sorteio a ser feito pelo oficial eleitor constituinte decide. O primeiro voto serve para personalizar a eleição. Além disso, os mandatos diretos promovem uma representação equilibrada de todas as regiões no Bundestag. Desde 1953, o número de constituintes é metade do número regular de membros do Bundestag. Existem atualmente 299 constituintes. A primeira votação não determina a força dos partidos no Bundestag. Para cada mandato direto em um estado federal, o partido recebe um mandato de lista a menos ali.
A demarcação dos distritos eleitorais é determinada por um anexo à Lei Eleitoral Federal. As fronteiras eleitorais não devem cruzar as fronteiras nacionais e o número de residentes alemães não deve exceder 25 % se desviam da média de todos os constituintes.

### Segundo voto
A segunda votação é o voto decisivo para a distribuição dos assentos no Bundestag. Um eleitor o usa para eleger a lista estadual de um partido . Os pelo menos 598 mandatos no Bundestag são distribuídos proporcionalmente aos partidos com pelo menos 5 votos em todo o país, com base no número nacional de segundos votos % dos segundos votos válidos ou (através do primeiro voto) pelo menos três mandatos diretos (ver cláusula de bloqueio ).
A proporção de assentos no Bundestag que um partido detém corresponde aproximadamente à sua proporção de votos. As distorções surgem da cláusula de limite . De acordo com § 6 parágrafo 1 frase 2 BWahlG, os segundos votos dos eleitores que votaram com seu primeiro voto em um candidato aprovado que não foi indicado por um partido que também está concorrendo com uma lista estadual ou (isso só aconteceu desde 2011) por um partido não são tido em conta para a distribuição dos lugares, que falhou devido à cláusula de bloqueio. Este regulamento visa evitar que esses eleitores tenham uma dupla influência na composição do Bundestag.
O PDS conquistou dois mandatos diretos em Berlim em 2002, mas fracassou com 3,99 % no obstáculo de cinco por cento. Ainda foram considerados os segundos votos dos eleitores desses candidatos diretos, uma vez que ambos os candidatos eleitos concorreram a um partido para o qual a lista estadual era permitida no estado federal. Após o Tribunal Constitucional Federal em sua decisão de 23 de Em novembro de 1988 havia apontado essa brecha, a Lei Eleitoral Federal de 2011 foi alterada para que, desde então, o segundo voto não contasse mais se um eleitor com o primeiro voto escolhesse o candidato aprovado de um partido que não cumprisse a cláusula limite.

### Cláusula de bloqueio
De acordo com § 6 parágrafo 3 BWahlG, os mandatos do Bundestag são concedidos apenas por meio da lista estadual a partidos que em todo o país tenham pelo menos 5 Alcance % de segundos votos válidos. Alternativamente, é suficiente que um partido ganhe pelo menos três mandatos diretos ( cláusula básica do mandato ). Os segundos votos dos outros partidos não são levados em consideração. Entre os pequenos partidos, a cláusula do mandato básico favorece aqueles cujo eleitorado é altamente concentrado regionalmente, como o PDS nas eleições federais de 1994 . Ela marcou apenas 4,39 % dos segundos votos, mas quatro mandatos diretos em Berlim e recebeu 30 assentos no Bundestag.
A cláusula de limite destina-se a impedir a fragmentação do parlamento.
Partidos de minorias nacionais, como o SSW, estão isentos do limiar eleitoral. Apenas minorias ancestrais, como dinamarqueses e Sorábios, contam como minorias nacionais, mas não imigrantes.

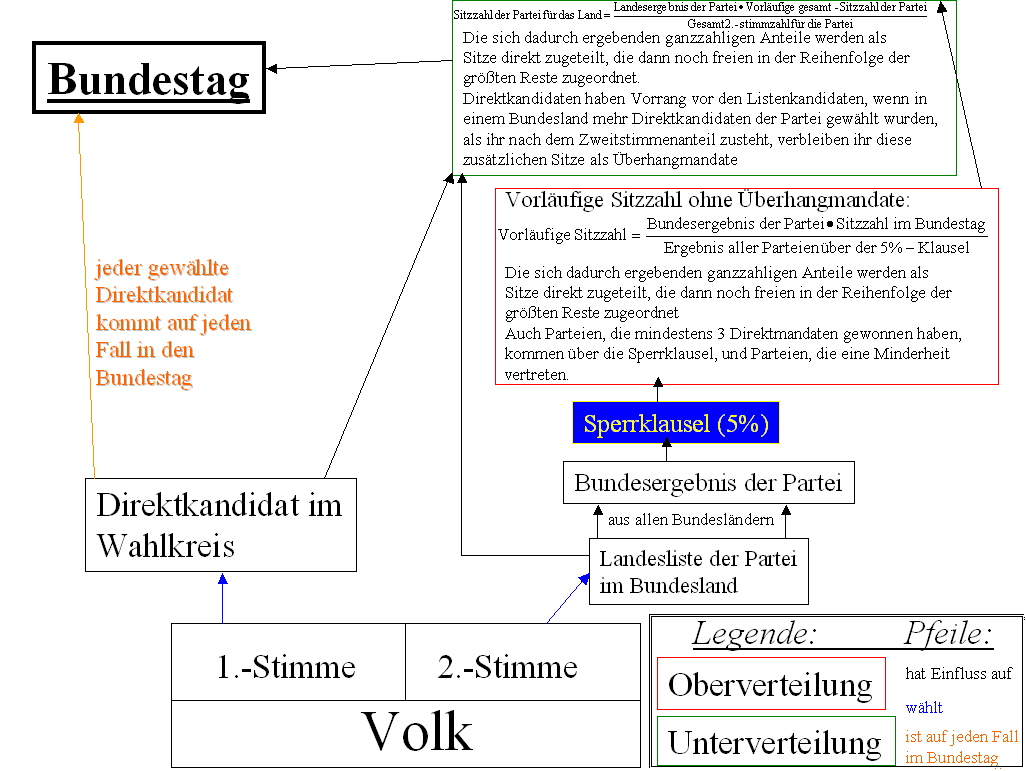
Processo eleitoral com distribuição superior e inferior de acordo com o procedimento Hare-Niemeyer 1985 a 2008

### Alocação de assentos de 1956 a 2011
Basicamente, todos os assentos foram alocados proporcionalmente aos partidos de acordo com seu número nacional de segundos votos. As cadeiras atribuídas ao partido foram então distribuídas proporcionalmente às suas listas estaduais. As distribuições proporcionais foram realizadas segundo o método D'Hondt até 1985, depois segundo o método Hare-Niemeyer e desde 2008 segundo o método Sainte-Laguë/Schepers . O número de candidatos diretos aprovados do partido neste país foi deduzido do número de assentos atribuídos à lista de países. As demais vagas foram preenchidas conforme a ordem da lista estadual, não sendo considerados candidatos já eleitos na circunscrição.

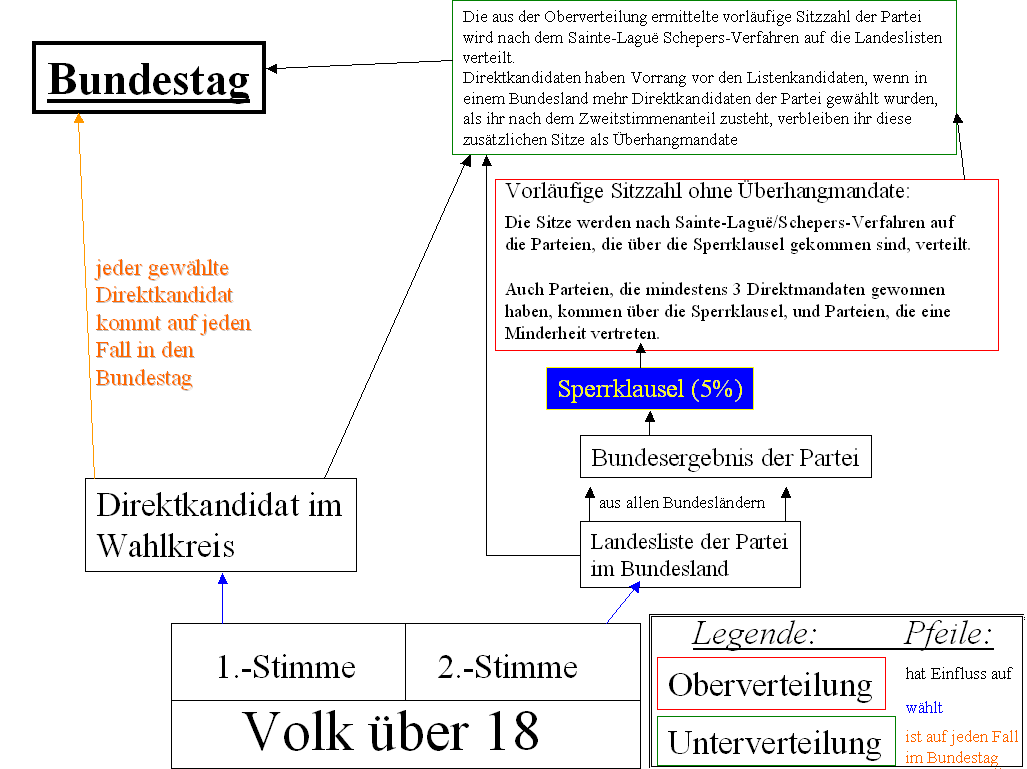
Procedimento eleitoral com distribuição superior e inferior de acordo com o procedimento Sainte-Laguë/Schepers (usado em 2009)

O total de cadeiras a serem distribuídas (598 cadeiras desde a eleição de 2002) foi descontado do número de mandatos diretos conquistados por candidatos individuais ou por partidos que não cumpriram a cláusula limite ou para os quais nenhuma lista estadual foi permitida no país . Tal caso só ocorreu nas eleições de 2002 para o Bundestag, quando o PDS, que fracassou por causa da cláusula limítrofe, conquistou dois mandatos diretos.
Se um partido ganhou mais mandatos diretos em um país do que tinha direito com base no resultado da segunda votação, ele reteve essas cadeiras adicionais, conhecidas como mandatos pendentes ; o Bundestag aumentou em seu número total. Mandatos de equalização não foram concedidos. O número de mandatos pendentes foi baixo até a reunificação (no máximo 5, várias vezes não houve nenhum), nas eleições de 1990 a 2009 oscilou entre 5 (2002) e 24 em 2009.

### Reforma da atribuição de lugares em 2011
No procedimento de atribuição de assentos em vigor desde 1956, pode ocorrer peso de voto negativo devido à subatribuição em conexão com os mandatos pendentes. Acórdão do Tribunal Constitucional Federal de 3. julho de 2008 declarou isso inconstitucional: § 7 parágrafo 3 conjunto 2 eu. V com § 6 parágrafo 4 e 5 BWahlG violam Art. 38 par. 1 frase 1 GG, “na medida em que isso permite que um aumento de segundo votos possa levar à perda de cadeiras nas listas estaduais ou uma perda de segundos votos possa levar a um aumento de cadeiras nas listas estaduais. A legislatura recebeu uma emenda à lei eleitoral federal até 30 de abril de 2020. Abandonado em junho de 2011.
Um novo regulamento, apoiado apenas pelos grupos parlamentares da União e do FDP, só entrou em vigor a 3 de março de 2018. a partir de dezembro de 2011. Depois disso, as cadeiras no Bundestag foram atribuídas aos estados na primeira etapa e apenas aos partidos dentro dos estados na segunda etapa, ou seja, exatamente o oposto do que havia sido feito antes. A atribuição de assentos a cada país deve basear-se no número de eleitores de cada país. Mandatos pendentes podem surgir como antes. Os partidos poderiam obter mais assentos no chamado uso de votos residuais de acordo com o § recém-introduzido 6 parágrafo 2a BWahlG. Seu número deveria ser calculado da seguinte forma: Os segundos votos que não levaram à conquista de uma (adicional) cadeira nas listas estaduais de um partido foram somados nacionalmente, divididos pelo “número de segundos votos necessários na área eleitoral para um dos assentos a serem alocados” e arredondados para formar um número inteiro. Os assentos adicionais devem ir para as listas estaduais com os maiores votos restantes, mas principalmente para as listas estaduais com mandatos pendentes. Uma vez que o cálculo do "número de segundos votos necessários para a atribuição de um dos lugares na área eleitoral" e o cálculo dos votos restantes não estavam claramente regulamentados no texto da lei, havia aqui uma ambiguidade considerável.O Tribunal Constitucional Federal também declarou este procedimento de atribuição em 25. Julho de 2012 nulo e sem efeito. O seguinte foi contestado:

- Pode haver peso de voto negativo “pelo menos aproximadamente na mesma ordem de grandeza” que na lei eleitoral anterior.
- O número de mandatos pendentes foi capaz de "abolir o caráter básico da eleição do Bundestag como uma representação proporcional" e foi limitado a um "máximo permitido de cerca de 15 mandatos pendentes" (metade do tamanho do grupo parlamentar).
- O uso de votos residuais foi declarado inconstitucional porque “nem todo eleitor pode participar com as mesmas chances de sucesso. "

Ao contrário do julgamento de 2008, o Tribunal Constitucional Federal não estabeleceu um prazo para uma nova regulamentação, de modo que inicialmente não havia mais nenhuma lei eleitoral do Bundestag aplicável.
Juntamente com essas mudanças controversas, uma inconsistência foi eliminada. Futuramente, na distribuição das cadeiras, também serão desconsiderados os segundos votos daqueles eleitores que, com o primeiro voto, elegerem candidato aprovado na circunscrição, indicado por partido com lista estadual no estado, mas cuja parte descumpra a cláusula de bloqueio.

### Alocação de vagas de 2011 a 2020
Em outubro de 2012, União, SPD, FDP e Verdes acordaram um novo arranjo para a distribuição de cadeiras, que entrou em vigor em 9 de novembro. entrou em vigor em maio de 2013. Deve-se, portanto, garantir uma distribuição proporcional de assentos no nível federal. Os assentos foram distribuídos da seguinte forma: 
- Mandatos diretos: Em cada círculo eleitoral (inalterado), o candidato com o maior número de primeiros votos foi eleito diretamente.
- Primeira distribuição: Ao distribuir as cadeiras por segundo voto, os partidos (inalterado) que não receberam nem o 5º % dos segundos votos válidos ganhou três mandatos diretos em todo o país, a cláusula de bloqueio não se aplica a partidos de minorias nacionais. A distribuição dos assentos após a segunda votação foi inicialmente realizada separadamente por país. 598 cadeiras foram distribuídas entre os estados em proporção à sua população (excluindo estrangeiros) usando o método Sainte-Laguë . O número de mandatos assim calculado para cada país foi distribuído proporcionalmente aos partidos de acordo com seus segundos votos, também pelo método de Sainte-Laguë. Se um partido ganhasse mais distritos eleitorais do que tinha direito a assentos, o número de assentos do partido era aumentado para o número de círculos eleitorais conquistados. O número de cadeiras alocadas no país aumentou proporcionalmente.
- Número mínimo de cadeiras: Para cada partido, foi somado o número de cadeiras que lhe foram atribuídas nos estados individuais na primeira distribuição nacional. O número assim calculado formava o número mínimo de assentos para o partido.
- Distribuição em nível federal: Com base no número de segundos votos recebidos em todo o país, as cadeiras no Bundestag foram distribuídas proporcionalmente aos partidos que superaram a cláusula limite usando o método Sainte-Laguë. Aqui, o número de assentos aumentou muito além de 598, até que cada partido atingisse seu número mínimo de assentos.
- Subalocação para as listas estaduais: as cadeiras às quais o partido tem direito em todo o país foram distribuídas para suas listas estaduais de acordo com o método de Sainte-Laguë, mas cada lista estadual recebeu pelo menos tantas cadeiras quanto o partido ganhou constituintes no estado. O número de cadeiras para a lista estadual pode ser menor do que o calculado anteriormente com base na primeira distribuição.
- Alocação de cadeiras de lista: Se o número de cadeiras da lista estadual fosse maior que o número de mandatos diretos conquistados pelo partido no estado, as cadeiras restantes (inalteradas) eram preenchidas por lista estadual na ordem ali especificada. Os candidatos que já haviam sido eleitos na circunscrição não foram considerados.

Em dois casos especiais que não ocorreram, verificaram-se (essencialmente inalterados) os seguintes desvios à distribuição de lugares descritos:
- Se os candidatos fossem eleitos diretamente em círculos eleitorais que não fossem indicados por um partido, ou por um partido que fosse reprovado por cláusula de bloqueio ou para o qual nenhuma lista estadual fosse aprovada no estado federal (desde 1949 isso só acontecia na eleição federal de 2002 ). o número de assentos a serem atribuídos nos estados individuais e no nível federal aos partidos que ignoram a cláusula eleitoral correspondente. Os segundos votos dos eleitores que deram seu primeiro voto a tal candidato não foram levados em consideração na atribuição de assentos, mas contados no cálculo do limite de 5%.
- Se um partido recebesse mais da metade dos segundos votos que foram para todos os partidos a serem considerados na alocação de assentos, mas não a maioria absoluta dos assentos no Bundestag (este caso nunca aconteceu antes), o partido recebia mais assentos até atingir a maioria absoluta alcançada.

O novo procedimento de alocação pode levar a um alargamento considerável do Bundestag. Se esse procedimento tivesse sido usado nas eleições do Bundestag de 2009, o Bundestag teria 671 em vez de 622 membros. O peso de voto negativo associado a possíveis mandatos pendentes não poderia mais ocorrer, embora efeitos comparáveis fossem possíveis. Nas eleições federais de 2009, usando o novo procedimento de alocação, 8.000 segundos votos a mais para o Die Linke em Hamburgo resultariam em uma cadeira a menos para este partido.

### Alocação de vagas a partir de 2020
Uma possível grande ampliação do Bundestag repetidamente levou a pedidos de reforma renovada. As bancadas parlamentares dos partidos governistas CDU/CSU e SPD estabeleceram no dia 15. Em setembro de 2020, um projeto de lei para alterar a Lei Eleitoral Federal. Assim, uma ampliação do Bundestag deve ser limitada pelo fato de que não há mandatos de compensação para até três mandatos pendentes no Bundestag. A redução do número de constituintes de 299 para 280 também foi planejada, mas não entraria em vigor até 1º de janeiro. entrará em vigor em janeiro de 2024. Além disso, se um partido tiver mandatos pendentes, quase metade das cadeiras da lista do partido em outros estados federais deve ser removida para compensar os mandatos pendentes. A lei foi aprovada pelo Bundestag em outubro de 2020 e entrou em vigor em 19 de abril de 2020. a partir de novembro de 2020. Assim, resultou o seguinte procedimento de atribuição (alterações em relação à situação jurídica anteriormente existente em itálico ): 
- Mandatos diretos: Em cada círculo eleitoral, é eleito o candidato mais votado primeiro.
- Primeira distribuição: Na primeira distribuição dos assentos após a segunda votação, não são considerados os partidos que não tenham nem a 5ª % dos segundos votos válidos ganharam três mandatos diretos em todo o país, a cláusula de bloqueio não se aplica a partidos de minorias nacionais. A distribuição de assentos de acordo com segundas votações é inicialmente realizada separadamente por país. 598 assentos são distribuídos entre os países proporcionalmente à sua população (excluindo estrangeiros) usando o método Sainte-Laguë . O número de mandatos assim calculado para cada país é distribuído proporcionalmente aos partidos de acordo com seus segundos votos, também pelo método de Sainte-Laguë.
- Número mínimo de cadeiras: Para o cálculo do número mínimo de cadeiras de cada partido, é utilizado o maior desses dois valores para cada lista estadual: mandatos diretos do partido no estado ou arredondados para um número inteiro do média do número de mandatos diretos no estado e o número de alocados na lista estadual após a primeira distribuição de cadeiras. Os números de suas listas estaduais determinados dessa maneira são somados para o partido em todo o país. De qualquer forma, o número mínimo de cadeiras do partido é, no mínimo, a soma das cadeiras conquistadas na primeira distribuição de suas listas estaduais. Se um partido receber mais mandatos diretos no país do que teria direito após a distribuição inicial, ele mantém esses assentos adicionais (“saldo iminente”).

Distribuição em nível federal: Com base nos segundos votos que recebem em todo o país, as cadeiras no Bundestag são distribuídas proporcionalmente de acordo com o método Sainte-Laguë aos partidos que superaram a cláusula limite. Aqui, o número de assentos é aumentado para além de 598 até que cada partido sem um excesso iminente atinja seu número mínimo de assentos e, para partidos com um excesso iminente, restam no máximo três mandatos pendentes (no Bundestag como um todo).
- Atribuição às listas estaduais: As cadeiras a que o partido tem direito em todo o país são distribuídas para suas listas estaduais de acordo com o método Sainte-Laguë, mas cada lista estadual recebe pelo menos um número de cadeiras no valor do valor para ela definido quando cálculo do número mínimo de assentos . O número de vagas para a lista nacional pode ser menor do que o calculado na primeira distribuição.
- Alocação de cadeiras de lista: Se o número de cadeiras da lista estadual for maior que o número de mandatos diretos conquistados pelo partido no estado, as cadeiras restantes serão preenchidas por meio da lista estadual na ordem ali especificada. Os candidatos que já foram eleitos no círculo eleitoral não são levados em consideração. Se a lista não contiver candidatos suficientes para preencher todos os assentos, os assentos não preenchidos com candidatos permanecem vazios e o Bundestag é reduzido de tamanho de acordo.

Em casos excecionais, verificam-se ainda os seguintes desvios à distribuição de lugares descrita:
- Se os candidatos forem eleitos diretamente em distritos eleitorais que não foram indicados por um partido ou por um partido que falhou devido à cláusula de bloqueio ou para o qual nenhuma lista estadual foi aprovada no estado, o número de assentos na primeira distribuição e no federal as reduções de nível devem ser distribuídas entre as partes que ignoram a cláusula de bloqueio. Os segundos votos dos eleitores que deram seu primeiro voto a tal candidato não são levados em consideração na atribuição de assentos, mas contam no cálculo do limite de 5%.
- Se um partido receber mais da metade dos segundos votos, mas não a maioria absoluta dos assentos no Bundestag, outros assentos serão alocados ao partido até que ele alcance a maioria absoluta.

Em comparação com uma eleição hipotética em 2021 de acordo com a lei eleitoral anterior, os partidos da 20ª Bundestag a seguinte perda de assentos: SPD −15 (206 em vez de 221), CDU −11 (152 em vez de 163), Verdes −9 (118 em vez de 127), FDP −7 (92 em vez de 99), AfD −6 (83 em vez de 89), Esquerda −3 (39 em vez de 42), SSW ± 0 (= 1). Em comparação com uma eleição baseada na antiga lei eleitoral, a CSU não perdeu nenhuma cadeira (= 45)  e, portanto, recebeu 6,1 % em vez de 5,7 % de assentos.

### Reforma eleitoral de 2023
no dia 24 Em 1º de janeiro de 2023, os grupos parlamentares dos partidos governistas SPD, Verdes e FDP apresentaram um projeto de lei no Bundestag, segundo o qual o número de mandatos deveria ser limitado a 598, deixando de atribuir mandatos excedentes. Em março de 2023, os partidos governantes concordaram com mudanças no projeto de lei. De acordo com isso, o Bundestag deveria ter normalmente 630 em vez de 598 membros e a cláusula básica do mandato deveria ser omitida. A renomeação originalmente planejada de primeiro e segundo votos como constituintes e votos principais não foi realizada. no dia 17 O Bundestag concordou em março de 2023. O Conselho Federal ainda não tratou da reforma, mas não pode mais impedi-la.
Após a reforma, o candidato da circunscrição de um partido só pode ser admitido se uma lista estadual tiver sido aprovada para o partido no estado. Uma candidatura como candidato individual continua sendo possível; no entanto, ele não pode ser nomeado em uma lista estadual. A redução de círculos eleitorais para 280 anteriormente prevista para 2024 não ocorrerá.
As vagas devem ser distribuídas da seguinte forma:
- Mandatos diretos: Em princípio, é eleito o candidato que obtiver o maior número de primeiros votos na circunscrição. Um candidato individual que atinge a maioria relativa é eleito em qualquer caso. Por outro lado, os candidatos do partido líder do eleitorado podem não obter uma cadeira se o partido tiver conquistado mais constituintes no estado do que o resultado da segunda votação lhe dá direito a cadeiras naquele estado.
- Distribuição por cima: 630 assentos serão distribuídos proporcionalmente de acordo com os segundos votos que obtiverem pelo método Sainte-Laguë entre os partidos que obtiverem pelo menos 5 % dos segundos votos em todo o país. A cláusula alternativa de bloqueio de três mandatos diretos não se aplica. Os partidos minoritários nacionais continuam isentos do limiar eleitoral.
- Subalocação: As cadeiras atribuídas ao partido na distribuição superior são distribuídas proporcionalmente às suas listas estaduais de acordo com os procedimentos de Sainte-Laguë.
- Alocação de cadeiras a candidatos: As cadeiras a que o partido fizer jus após a subalocação no estado são atribuídas prioritariamente a seus candidatos diretos no estado que tenham vencido sua circunscrição. Se o partido conquistou mais círculos eleitorais do que tem direito a cadeiras no país, os vencedores do partido com a menor parcela de votos em seu círculo eleitoral não terão assento. Se o partido tiver direito a mais assentos no estado do que os constituintes conquistados, os assentos restantes serão preenchidos por meio da lista estadual na ordem especificada lá. Os candidatos eleitos no círculo eleitoral não são tidos em conta.

Em casos especiais, análogos à opção anterior, surgem os seguintes desvios à atribuição descrita:
- Se candidatos individuais ganharem cadeiras em círculos eleitorais, as cadeiras que eles ganharem serão deduzidas das 630 cadeiras atribuídas aos partidos. Os segundos votos emitidos pelos eleitores desses candidatos individuais não são levados em consideração na atribuição de assentos.
- Se um partido receber mais da metade dos votos de todos os partidos a serem considerados na alocação de assentos, mas não a maioria absoluta dos mandatos do Bundestag, o partido recebe assentos adicionais até que a maioria absoluta seja alcançada. O Bundestag é ampliado em conformidade.

Depois que o Bundestag aprovou a reforma, o presidente do grupo parlamentar CDU/CSU, Friedrich Merz, anunciou que queria que seu grupo parlamentar iniciasse uma revisão abstrata das normas . A CSU anunciou uma reclamação constitucional . O governo do estado da Baviera e o Die Linke também querem processar o Tribunal Constitucional Federal . Eles se opõem à possível não atribuição de mandatos diretos e à abolição da cláusula básica do mandato, que a CSU e o Die Linke veem como uma ameaça. Nas eleições federais de 2021, a CSU ficou logo acima e o Die Linke logo abaixo de 5. % de segundos votos. Se esse procedimento tivesse sido usado, a esquerda não teria recebido mandatos diretos, nem mesmo os que conquistou.

## Determinação do resultado eleitoral

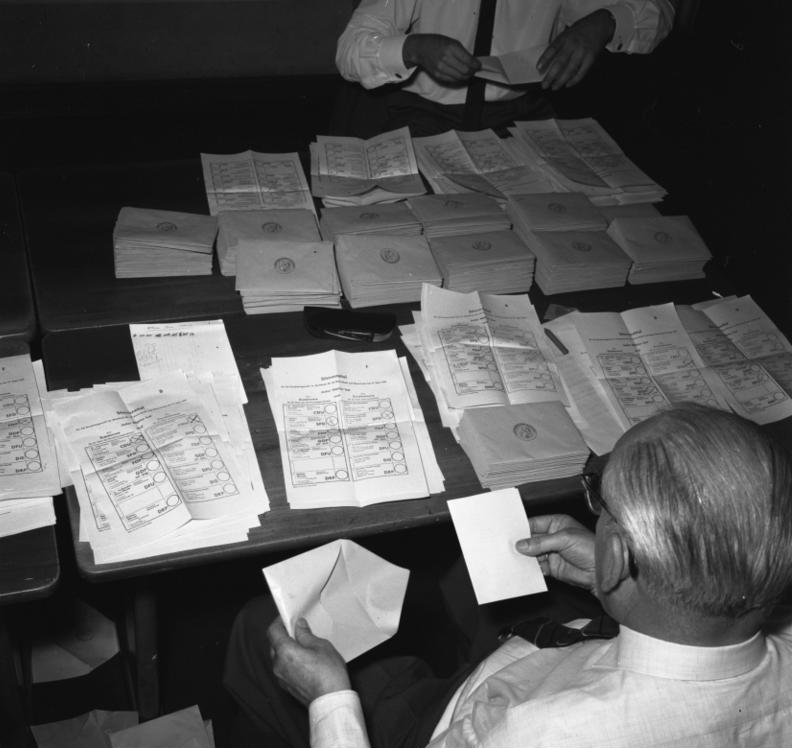
Contagem de votos, eleição federal de 1961

### Apuração dos votos no círculo eleitoral
A contagem dos votos no distrito de votação pela mesa eleitoral ocorre imediatamente após o término do horário de votação na estação de voto. Ao mesmo tempo, inicia-se a contagem dos votos por correspondência, podendo os boletins de voto ser abertos antes das 18h00. Após a contagem, o resultado apurado é documentado com registro escrito. A comissão eleitoral da circunscrição tem o direito de rever as conclusões das juntas eleitorais.
A partir da eleição federal de 2021, a contagem será realizada pela mesa eleitoral de outra circunscrição se menos de 50 votos forem expressos nessa circunscrição.

### Votos inválidos, rejeição de boletins de voto
Os votos são inválidos nos seguintes casos: 
- Nenhuma cédula oficial foi usada. Neste caso, ambos os votos são inválidos.
- A cédula é válida para outro círculo eleitoral. Se o boletim de voto for para outra circunscrição no mesmo estado federal, apenas o primeiro voto é inválido, caso contrário, ambos os votos são inválidos.
- A vontade do eleitor não é claramente reconhecível, por exemplo, marcando várias listas estaduais. Outras formas de identificação além do tique-taque também são válidas, desde que a vontade do eleitor seja clara. Só é inválido o voto em que nenhuma vontade do eleitorado seja claramente reconhecível.
- O boletim de voto contém aditamentos ou reservas. Isso invalida os dois votos, a menos que se refira claramente a apenas um voto.
- Se o boletim de voto não estiver marcado, ambos os votos são inválidos. Se faltar apenas a marcação para o primeiro ou segundo voto, isso não invalida o outro voto.

No caso de voto por correspondência, nos termos do § 39 da Lei Eleitoral Federal, ambos os votos são inválidos se o envelope da cédula estiver vazio, contiver várias cédulas marcadas de forma diferente ou realmente devesse ter sido rejeitado por se desviar dos demais de forma a comprometer o sigilo da cédula. Por outro lado, mantêm-se expressamente válidos os votos por correspondência que faleçam ou percam o direito de voto antes da votação .
Os votos inválidos têm tão pouca influência na atribuição de mandatos como os votos não emitidos.
No caso de voto por correspondência, o boletim de voto deve ser rejeitado se:
- chega atrasado à autoridade competente,
- não contém um cartão de eleitor válido ou a declaração a ser feita sobre ele não está assinada,
- nem o boletim de voto postal nem o envelope do boletim de voto estão selados,
- nenhum envelope de votação oficial está incluído,
- contém vários envelopes de boletim de voto, mas não o mesmo número de boletins de voto válidos com declaração obrigatória,
- o envelope da cédula “obviamente difere do resto de uma forma que põe em perigo o sigilo da cédula ou contém um objeto claramente tangível. "

Se o boletim de voto for rejeitado, o voto não é inválido, mas conta como não tendo sido lançado. O remetente não conta como eleitor.

### Resultado preliminar
Os resultados preliminares publicados na noite da eleição são baseados em relatórios rápidos que as juntas eleitorais transmitem ao município – geralmente por telefone – imediatamente após a contagem. A autoridade municipal encaminha os resultados resumidos no município para o despachante distrital, que por sua vez passa o despacho estadual para o despachante federal.

## Resultado final

### Resultado no eleitorado
O oficial de retorno do eleitorado compila o resultado no eleitorado com base nas atas das juntas eleitorais. Ele verifica as atas dos comitês eleitorais, incluindo os anexos, para ver se estão completos e corretos. O oficial distrital só é obrigado a realizar verificações adicionais se houver indícios de irregularidades. Em casos raros, as discrepâncias são recontadas para resolvê-las. Nas eleições federais de 2017, 195 dos 88.499 distritos eleitorais foram recontados e, nas eleições federais de 2013, isso foi feito em 372 distritos eleitorais. O comitê eleitoral do distrito geralmente determina o resultado no distrito eleitoral na semana após a eleição, após o relatório do oficial de votação do distrito eleitoral. Também determina qual candidato no eleitorado é eleito diretamente.

### Resultado em nível estadual e federal
O comitê eleitoral estadual determina o resultado no estado federal e o comitê eleitoral federal determina o resultado no nível federal. A comissão eleitoral provincial está vinculada às conclusões das comissões eleitorais distritais e a comissão eleitoral federal às conclusões das comissões eleitorais provinciais. Somente correções aritméticas são permitidas. O Comitê Eleitoral Federal também determina quais candidatos foram eleitos por meio das listas estaduais.

## Aquisição e perda de filiação, promoção
Após a determinação do resultado da eleição pelo Comitê Eleitoral Federal, todo candidato eleito torna-se automaticamente membro do Parlamento na abertura da primeira sessão do novo Bundestag, a menos que tenha declarado previamente sua rejeição ao mandato ao Land Returning Policial. Uma declaração com reservas é considerada uma rejeição.
Além da morte, os deputados podem perder o mandato durante o período eleitoral por renúncia, reavaliação do resultado eleitoral em resultado do escrutínio eleitoral, determinação da invalidade da aquisição de filiação no escrutínio eleitoral, perda da elegibilidade ou interdição do partido para o qual o deputado foi eleito ou do qual era membro à época da apresentação do pedido de interdição eleitoral ou posterior. Na prática, os deputados renunciam antecipadamente quase exclusivamente por demissão ou morte. Fritz Dorls foi o único membro do parlamento a perder sua cadeira em 1952 devido a uma proibição partidária. Nenhum parlamentar jamais perdeu seu mandato devido à reavaliação do resultado eleitoral.
Em princípio, o próximo candidato na lista estadual do partido para o qual o membro renunciante foi eleito passa para um membro renunciante do parlamento. Não são contabilizados os candidatos que abandonaram o partido a que concorreram. O oficial estadual determina o sucessor, informa-o e pede-lhe que declare por escrito no prazo de uma semana se aceita a eleição. Ele se torna membro do Bundestag após o recebimento da declaração escrita de aceitação pelo oficial de retorno do estado. Caso não apresente a declaração formal dentro do prazo, adquirirá automaticamente a adesão no termo do prazo. Os candidatos de um partido afetado por uma proibição partidária ou os candidatos que pertenceram a esse partido depois que o pedido de proibição foi apresentado não podem se mover para o Bundestag. Se não houver mais candidatos na lista estadual que possam subir para o Bundestag, o assento permanece vago e o Bundestag é reduzido de acordo. Isso só aconteceu uma vez depois que Katherina Reiche saiu em 2015. Qualquer pessoa que recuse uma cadeira ou renuncie ao Bundestag durante o período eleitoral não pode passar para o Bundestag posteriormente durante o período eleitoral.
Se for eliminado um candidato eleito no distrito afetado por uma proibição partidária ou que não foi eleito candidato de um partido para o qual uma lista estadual foi permitida no estado, uma eleição parcial é realizada no distrito eleitoral. Nunca houve uma eleição parcial.